# Kanton Barr
Barr is een voormalig kanton van het Franse departement Bas-Rhin. Het kanton maakte deel uit van het arrondissement Sélestat-Erstein. Op 1 januari 2015 werd het kanton opgeheven en de gemeenten werden opgenomen in het aangrenzende kanton Obernai.

## Gemeenten
Het kanton Barr omvatte de volgende gemeenten:
- Andlau
- Barr (hoofdplaats)
- Bernardvillé
- Blienschwiller
- Dambach-la-Ville
- Eichhoffen
- Epfig
- Gertwiller
- Heiligenstein
- Le Hohwald
- Itterswiller
- Mittelbergheim
- Nothalten
- Reichsfeld
- Saint-Pierre
- Stotzheim